# Nicolas Saboly

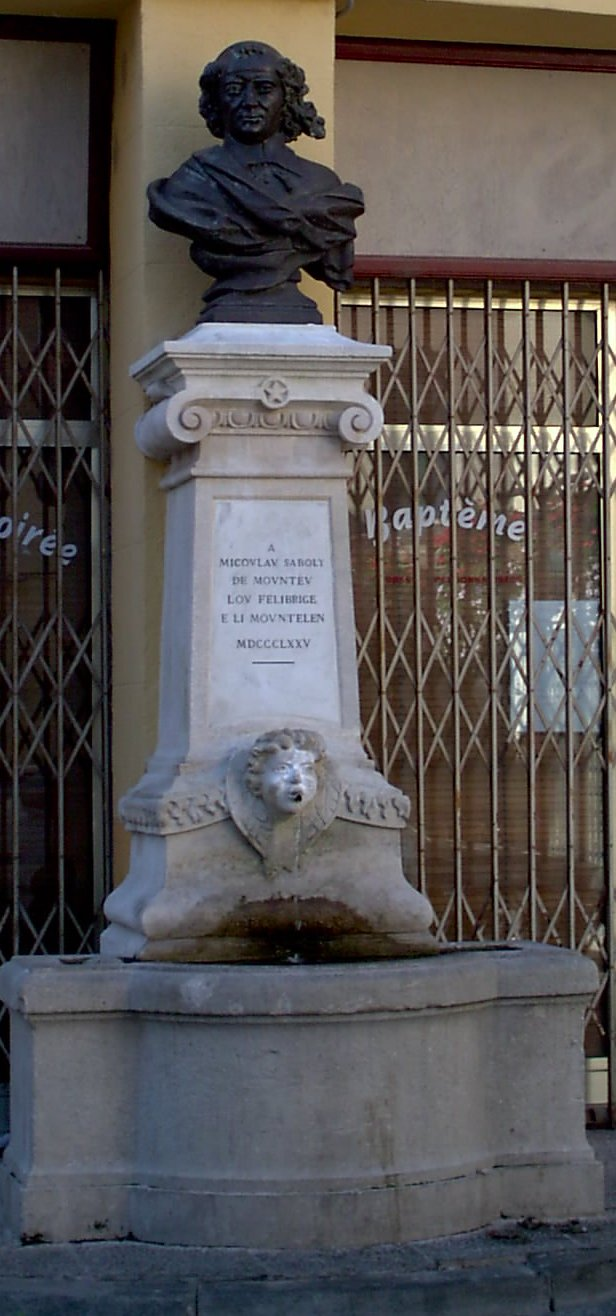
Saboly-Brunnen in Monteux

Nicolas Saboly (* 30. Januar 1614 in Monteux; † 25. Juli 1675 in Avignon) war ein französischer Dichter und Musiker okzitanischer Sprache.

## Leben und Werk
Nicolas Saboly, Schüler der Jesuiten von Carpentras, war schon im Alter von 19 Jahren Kapellmeister in der Benediktinerinnenabtei Sainte-Marie Madeleine in Carpentras. Nach der Priesterweihe wurde er 1640 Kapellmeister an der Kathedrale Saint-Siffrein. 1643 wechselte er an die Kirche Saint-Trophime von Arles und von dort 1646 über Aix-en-Provence und Nîmes 1660 nach Avignon (Kirche Saint-Pierre), wo er bis zu seinem Tod wirkte. Er sammelte, dichtete und komponierte Weihnachtslieder (französisch: chants de Noël oder kurz: Noëls) in okzitanischer Sprache, die seitdem zum Kernbestand der okzitanischen Literatur gehören.
Seine Heimatstadt Monteux errichtete ihm 1875 ein Denkmal. In Arles ist eine Straße nach ihm benannt.

## Werke (Auswahl)
- Vint-un nouvè causi. Hrsg. Pierre Fabre. Comptador generau dau libre occitan, Vedène 1975.
- Lei Nadaus. Hrsg. Elena und Joël-Claude Meffre. Centre d’estudis occitans, Montpellier 1977.
- (Gesammelte Werke, kritische Ausgabe) Recueil des Noëls provençaux. Lou reviro-meinage. Hrsg. Henri Moucadel. A l’asard Bautezar!, Montfaucon 2014. (Vorwort von Claude Mauron)